# Omaré Gassama
Pour les articles homonymes, voir Gassama.
Omaré Gassama, né le 1er septembre 1995 à Tours, est un footballeur international mauritanien, qui possède aussi les nationalités française et guinéenne. Il joue au poste de milieu défensif à la La Berrichonne de Châteauroux.

## Biographie

### En club
Omaré Gassama naît à Tarbes avant de grandir à Tours puis à Paris et à Aulnay-sous-Bois. Il possède un CAP de boucher.
Gassama fait ses débuts avec le Thouars Foot 79 en CFA 2, avant de rejoindre Le Mans dans la même division.
En 2016, il part à Saint-Marin jouer pour le San Marino Calcio qui évolue en quatrième division italienne, avant de jouer pour l'ASD Francavilla dans le même championnat. Il rallie ensuite le Meyrin FC en Suisse, toujours en quatrième division.
Il fait son retour en France en 2019 en rejoignant le Tours FC, où il joue deux saisons en National 3 avant la rétrogradation administrative du club en Régional 1. Gassama rejoint alors l'AS Poissy en National 2.
Le 24 septembre 2022, alors qu'il s'entraînait depuis un mois et demi avec le C' Chartres Football, il rejoint le CS Sedan Ardennes. 
Le 13 juillet 2023, Gassama signe son premier contrat professionnel avec La Berrichonne de Châteauroux en National. En septembre 2023, il se blesse au genou à l'entraînement en raison du mauvais état de la pelouse. 

### En sélection
Omaré Gassama possède les nationalités française et guinéenne, mais choisit de représenter la Mauritanie à l'international. 
Il honore sa première sélection en équipe de Mauritanie le 20 juin 2023 contre le Soudan en qualifications à la CAN 2023. 
Il est convoqué par le sélectionneur Amir Abdou pour participer à la CAN 2023 en Côte d'Ivoire. Il dispute l'intégralité des trois matchs de poules, dont notamment le dernier remporté contre l'Algérie. Cette première victoire des Mourabitounes en phase finale d'une CAN leur permet la première qualification en phase à élimination directe de leur histoire. 